# Adelson Barreto
Adelson Barreto dos Santos (Aracaju, 22 de setembro de 1964) é um político brasileiro filiado ao Partido Liberal (PR). Formado em Jornalismo no período 1993 a 1996 pela Universidade Tiradentes. Filho de Damião da Conceição Barreto e Maria Vanda dos Santos. Já foi vereador de Aracaju por dois mandatos,Partido: PFL período 1995 a 1998 o mais votado com 4.599 votos, e no partido: PPS, novamente o vereador mais votado no período 1999 a 2002 com 4.947 votos. e em 1998, foi eleito deputado federal, mas um problema de documentação no seu então partido, o DEM, na época PFL, o impediu de chegar à Câmara Federal. deputado estadual de Sergipe há três mandatos consecutivos, partido: PMN período 2003 a 2006 com 16.251 votos , no partido: PSB No período: 2007 a 2010 com 33.587 votos na mesma eleição na capital obteve a maior votação 15.341 votos . Em 2004 foi candidato a prefeito do município de Nossa Senhora do Socorro SE, pelo PTB obteve 21.433 votos , 38,35% dos votos válido, onde ficou em segundo colocado perdendo para José do Prado Franco Sobrinho . Em 2008 foi candidato a prefeito novamente pelo município de Nossa Senhora do Socorro SE, pelo partido PSB obteve 21.978 votos , 35,28% dos votos válido, onde ficou em segundo colocado perdendo para Fábio Henrique Santana de Carvalho,no partido: PSB 2011 a 2014  foi eleito com 61.598 votos para uma cadeira na Assembleia Legislativa de Sergipe, sendo também o candidato mais bem votado para assembléia legislativa de Sergipe, até hoje maior votação de deputado estadual em Aracaju  23.689 votos . Em 2012 tentou ser candidato a prefeito de Aracaju mais foi barrado pelo líder do seu partido PSB o então senador da republica Antonio Carlos Valadares que preferiu apoiar seu filho o então deputado federal Valadares Filho, onde ouve o rompimento com a família Valadares apos informa na mídia que os Valadares não teve compromisso .
Em 2015 teve seu mandato cassado no famoso Caso Subvenções junto com outros 9 deputados estaduais sergipanos e foi condenado a pagar multa máxima pelo TRE, no entanto, recorreu no cargo.
Votou a favor do Processo de impeachment de Dilma Rousseff. Já durante o Governo Michel Temer, votou a favor da PEC do Teto dos Gastos Públicos. Em abril de 2017 foi contrário à Reforma Trabalhista. Em agosto de 2017 votou a favor do processo em que se pedia abertura de investigação do então presidente Michel Temer.